# Basilique Notre-Dame des Martyrs de Lisbonne
La Basilique Notre-Dame des Martyrs de Lisbonne (en portugais : Basílica de Nossa Senhora dos Mártires) est une église catholique romaine de la capitale portugaise Lisbonne. Située sur la rua Garrett, dans l'historique quartier du Chiado, elle a donné son nom à l'ancienne freguesia Mártires, dans laquelle elle se trouve et qui appartient aujourd'hui à la freguesia Santa Maria Maior.
L'église, qui a le statut de basilique mineure a été construite dans le style baroque tardif et néo-classique. Elle représente un exemple de l'architecture et de la conception de haute qualité d'une église lors de la reconstruction de la ville après le tremblement de terre de Lisbonne en 1755 par le marquis de Pombal.

## Église précédente

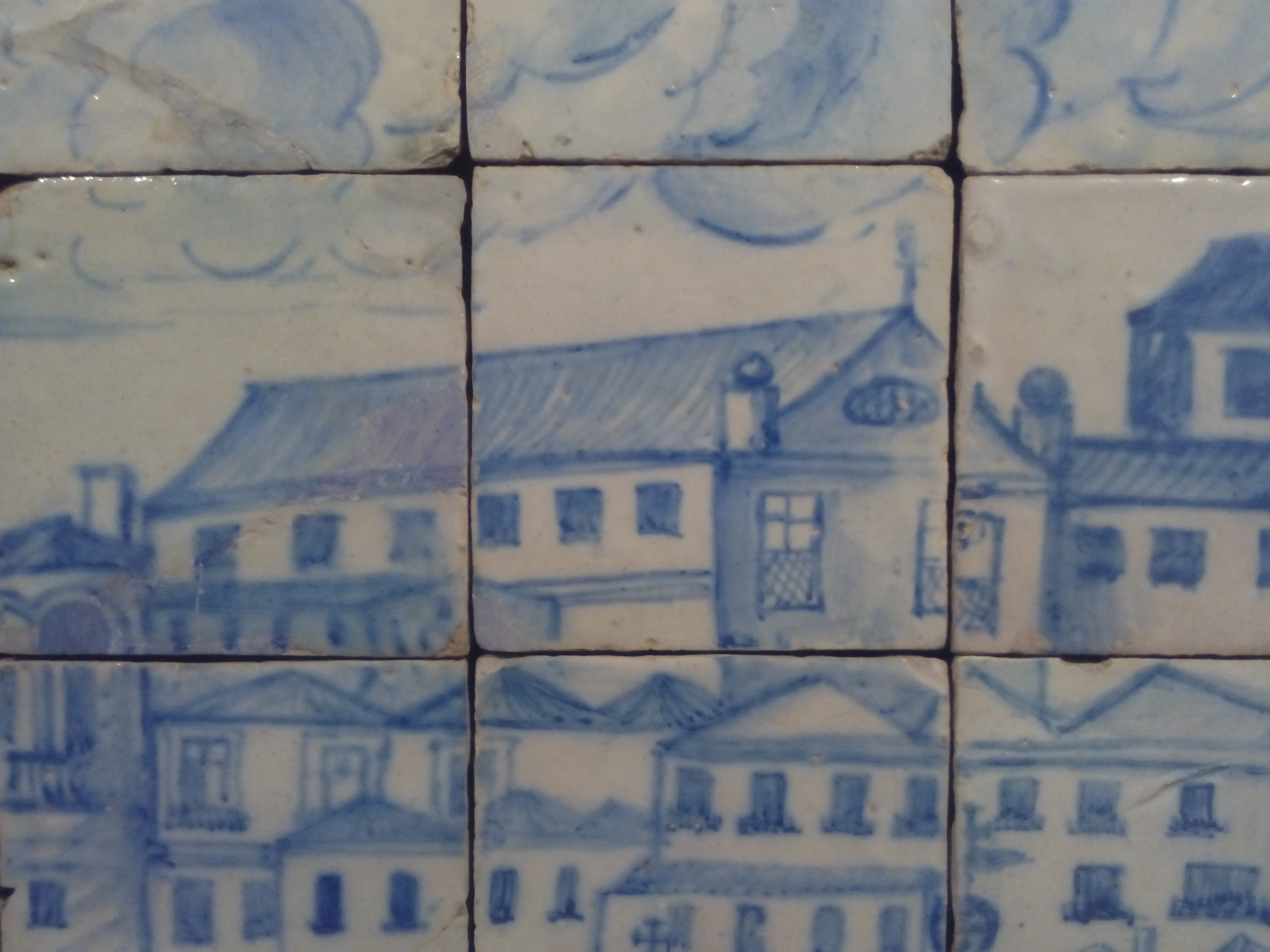
Vue de l'église des Martyrs avant le tremblement de terre sur un panneau d'azulejo du début du XVIIIe siècle. Musée national de l'Azulejo.

La paroisse Notre-Dame des Martyrs a été fondée immédiatement après la reconquête de Lisbonne sur les Maures en 1147,. Ce fut la première église catholique de Lisbonne qui devint le centre de la plus ancienne paroisse de la ville. La chapelle originale a été construite afin de vénérer une image de la Vierge Marie apportée par les Croisés anglais pour commémorer les soldats morts en défendant la foi chrétienne. Selon la tradition, Alfonso Ier a demandé aide et protection à Notre-Dame. Le premier baptême de la ville après la Reconquista a eu lieu dans la chapelle. Après des agrandissements vers 1600 et l'ajout des chapelles vers 1700, l'édifice est devenue une grande église baroque, qui a été rénovée en 1750 lorsqu'elle a été complètement détruite par le tremblement de terre de 1755.

## L'église actuelle
La basilique actuelle a été conçue par Reinaldo Manuel dos Santos et consacrée en mars 1784. L'église à nef unique est encadrée de huit chapelles latérales. L'intérieur est recouvert de marbre et abrite de nombreuses statues et peintures.
Les peintures du plafond et les retables sont de Pedro Alexandrino de Carvalho et de son élève José António Narciso. L'orgue et le buffet avec sculpture dorée ont été réalisés par le facteur d'orgue António Xavier Machado e Cerveira. La Basilique des Martyrs conserve une crèche du XVIIIe siècle avec 126 personnages sculptés par l'école de Machado de Castro.
Le clocher se trouve à l'arrière du bâtiment.
Les fonts baptismaux proviennent de la basilique originale avant le tremblement de terre. Entre autres, le bienheureux Bartolomeu Fernandes (Barthélemy des Martyrs) y fut baptisé en 1514 ; En 1630, le cardinal Luis de Sousa et en 1888, le poète Fernando Pessoa.

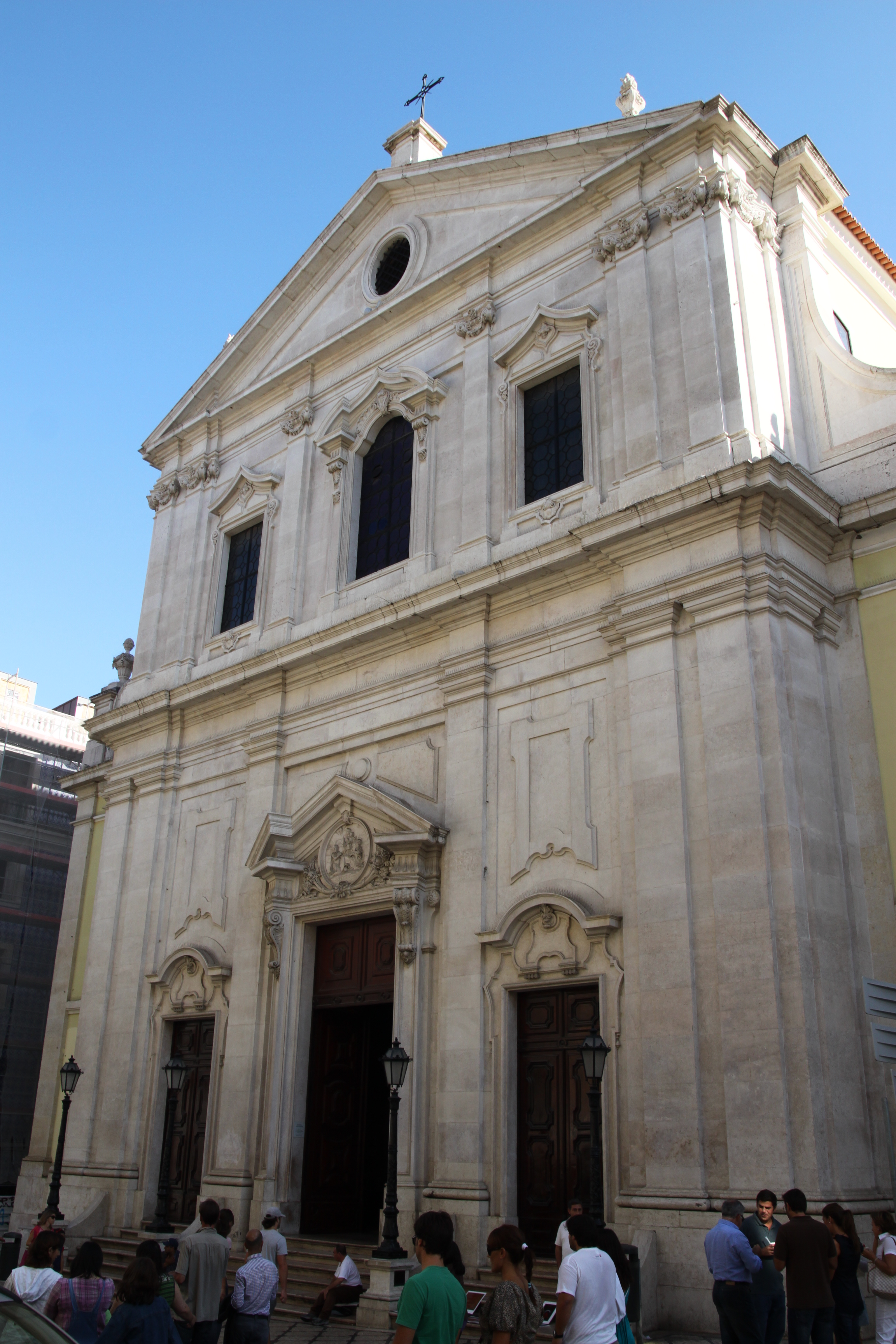
Façade sur rue
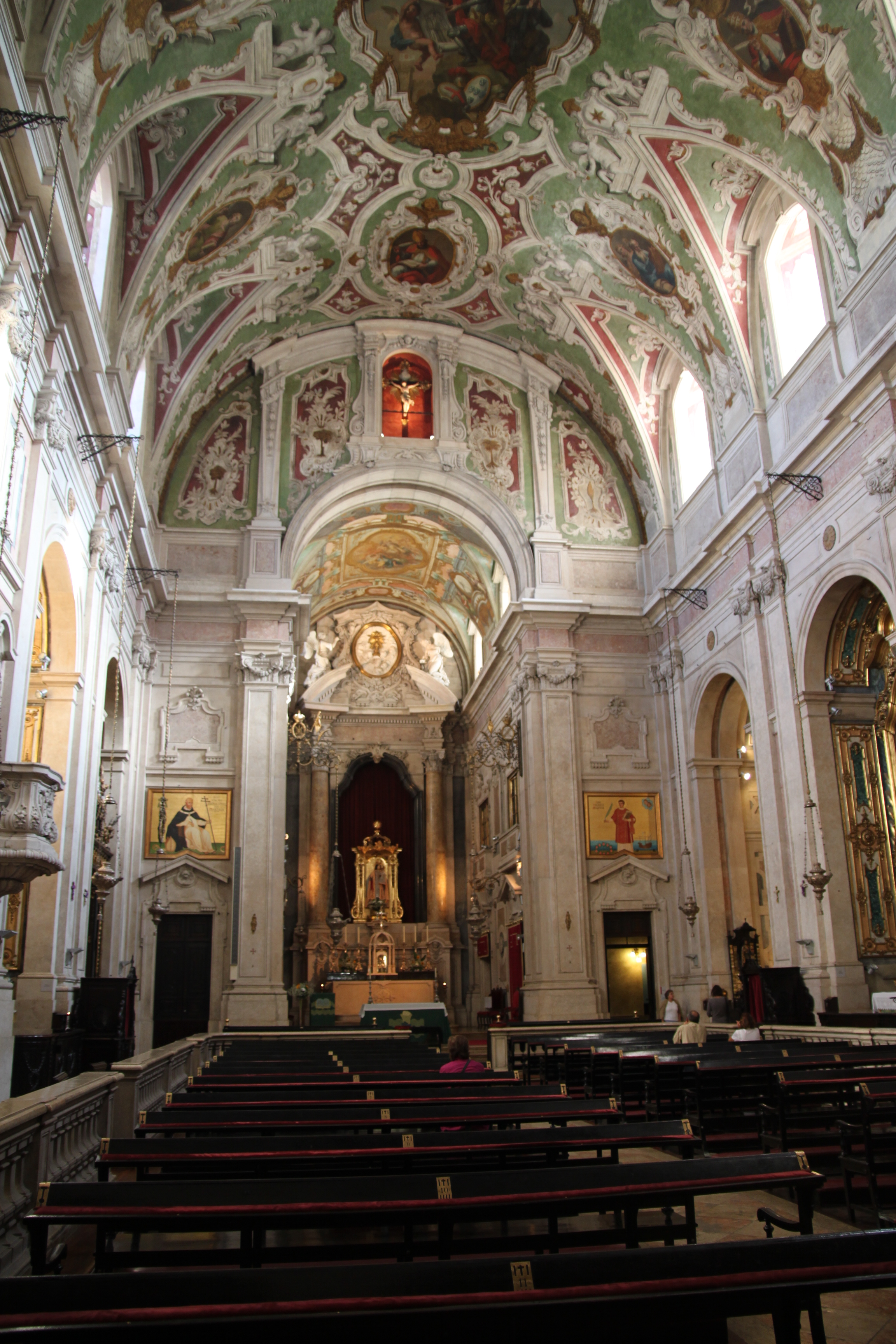
Vue intérieure
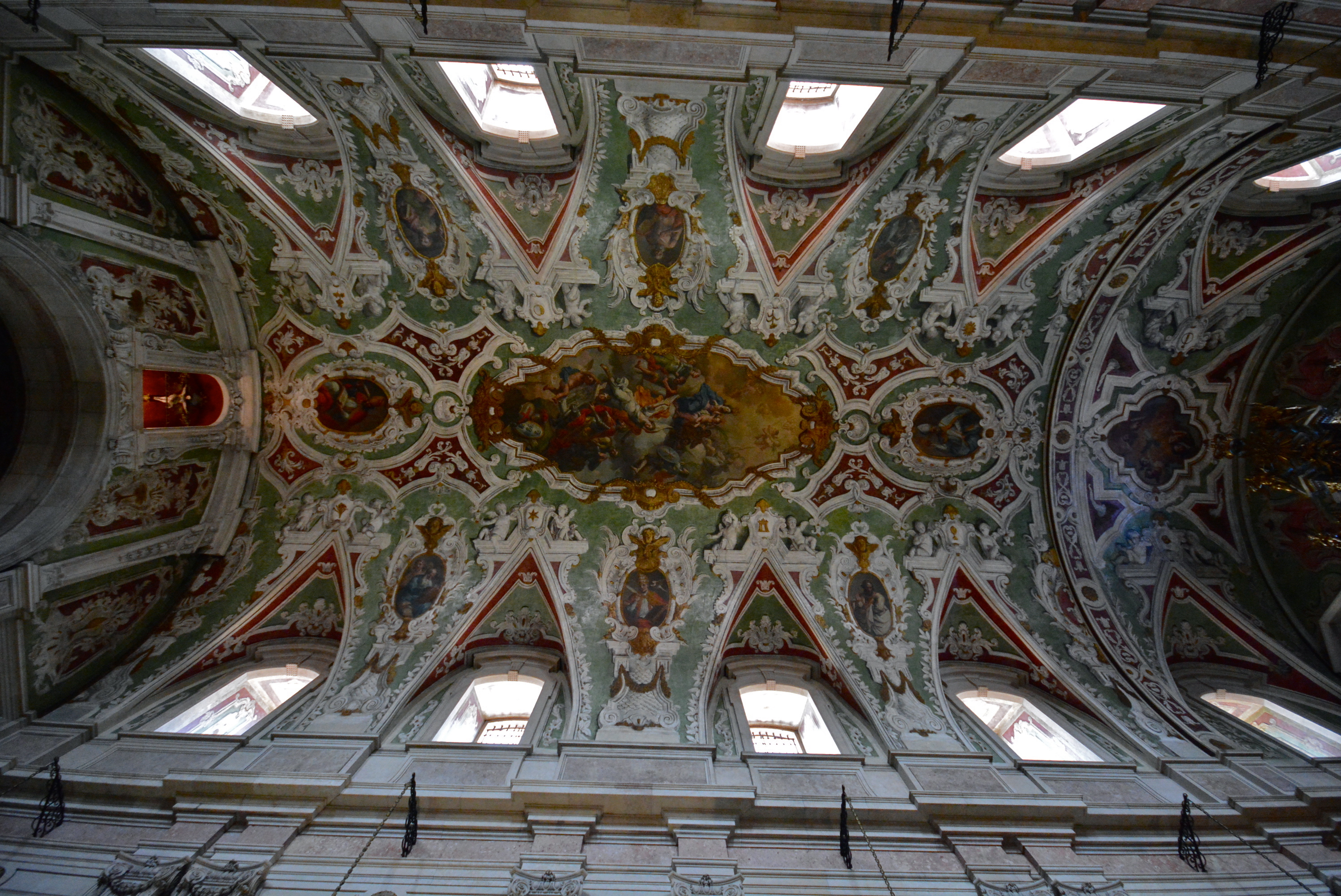
Plafond
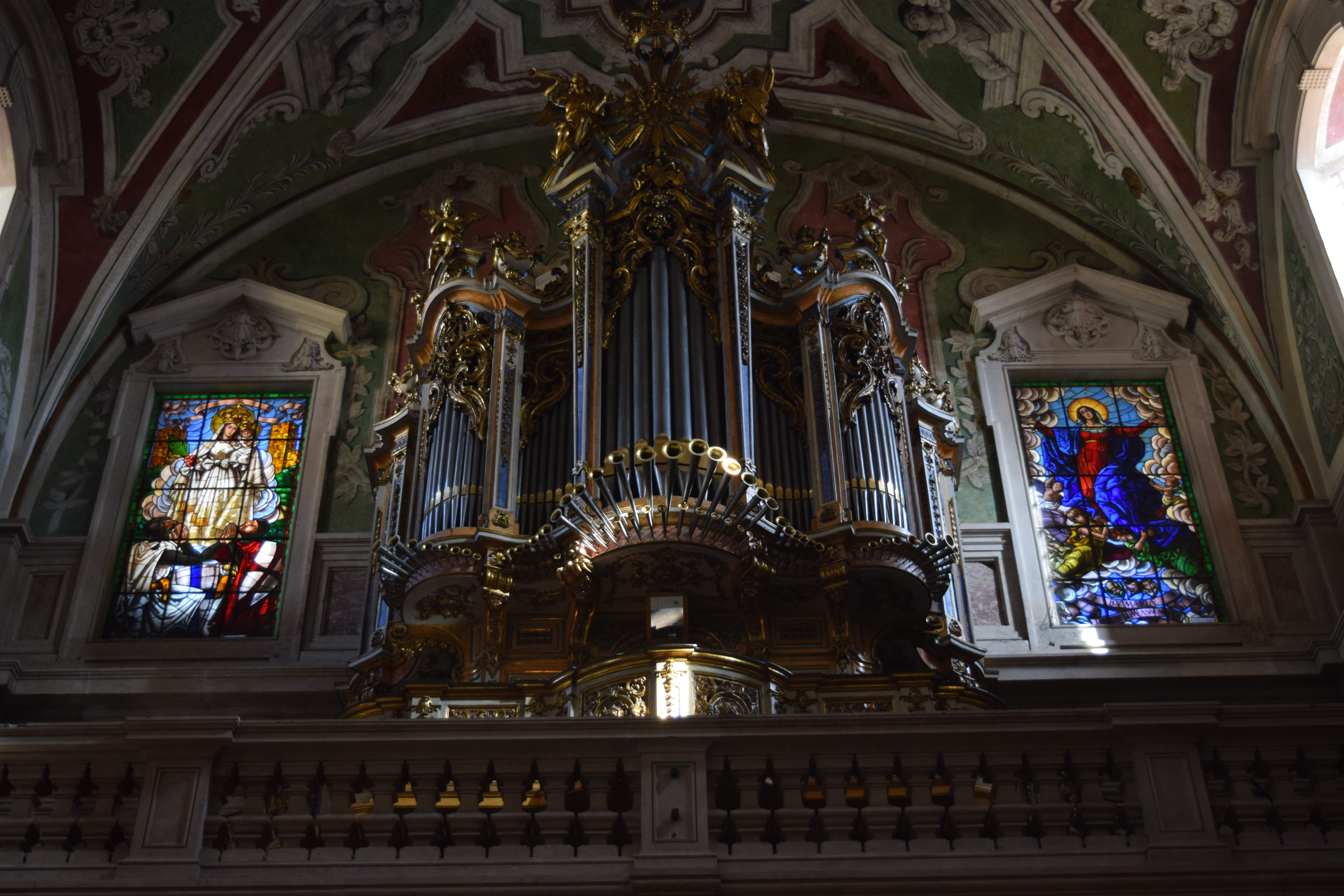
Orgue
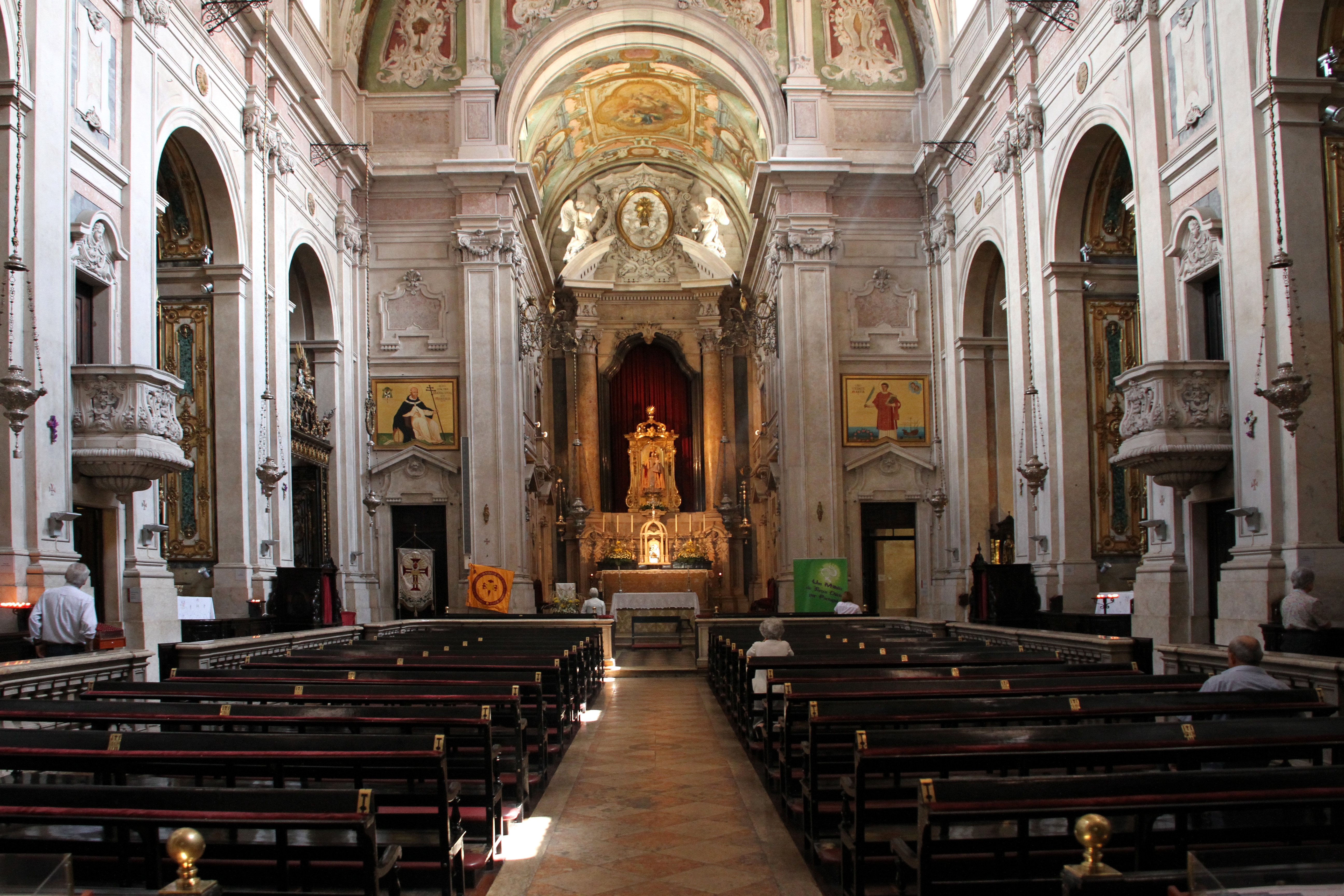
Nef

## Liens web
- Site Internet de la paroisse (en portugais)

## Source de traduction
- (de) Cet article est partiellement ou en totalité issu de l’article de Wikipédia en allemand intitulé « Basílica de Nossa Senhora dos Mártires » (voir la liste des auteurs).